# De Cock en moord in beeld
De Cock en moord in beeld  is het vierendertigste deel van de detectiveserie De Cock van de Nederlandse auteur Appie Baantjer.

## Verhaal
Vlak voor het einde van hun gezamenlijke avonddienst zegt rechercheur De Cock tevreden tegen zijn collega Vledder dat ze op het moment slechts routinewerk hebben te behandelen. Maar toch, vanmiddag heeft hij een lastig dossier gekregen van commissaris Buitendam. Mr. Medhuizen, de nieuwe officier van justitie, had het hem overhandigd om het exclusief te laten uitpluizen door rechercheur De Cock. Er is sprake van een lasterlijke aanklacht door de ontslagen laborant Peter van Lunteren tegen zijn vroegere werkgever Chemie IJsselstein. Dat bedrijf heeft aangifte gedaan. In de vestiging te Uithoorn zou nitrobenzeen zijn geloosd in het water van de Amstel. Peter schreef zijn klacht aan het ministerie van VROM met gelijktijdig afschrift aan zijn oude werkgever. Op zijn beurt vraagt het bedrijf nu om vervolging van de oud-werknemer. Dick Vledder neemt het bij voorbaat op voor de ontslagen laborant. Voordat ze iemand kunnen gaan horen meldt zich een knappe jonge vrouw bij de rechercheurs. Het is Angelique Sondervan, die opsporing verzoekt van haar vriend Peter van Lunteren. Intussen vreest ze voor zijn leven. Een anonieme brief meldde gisteren aan Peter dat zijn lijk binnenkort in de Amstel zou drijven. Dan bevat het water gif. Peter wordt op de telex gezet.
De volgende ochtend heeft Dick Vledder zich al lezend ontfermd over het dossier van Chemie IJsselstein. Rechercheur De Cock nodigt hem uit om samen naar het hoofdkantoor van het bedrijf te wandelen aan de Keizersgracht.
Ze worden na tussenkomst door ene Jan Akkerman ontvangen door directeur Charles van Abbekerken. Hij beschuldigt zijn oud-werknemer ervan 5 miljoen gulden aan zwijggeld te hebben gevraagd op een Zwitserse bankrekening. Na weigering nam hij zelf een maand later ontslag en schreef vervolgens zijn nitrobenzeenbrief aan VROM. De andere leden van de directie de heren Aardenburg, Achterberg en Akersloot zijn van de chantagebrief op de hoogte. Na het merkwaardige gesprek besluit De Cock verder te wandelen naar het woonhuis op de Egelantiersgracht. Ze worden ontvangen door Angelique, want Peter is nog steeds zoek. Desgevraagd ontkent ze elke wetenschap van een 5 miljoen eis. Wel maakt ze melding van ongepast gedrag door directeur Charles jegens haar op een personeelsfeest van zijn bedrijf. Terug aan het politiebureau zit Philip Achterberg op hen te wachten. Hij werkt meestal vanuit zijn huis in Nederhorst den Berg als directeur van Chemie IJsselstein. Philip meldt dat het chantageverhaal door Charles zelf is verzonnen. Na zijn vertrek hebben de beide rechercheurs een wel erg vieze smaak gekregen van Chemie IJsselstein en ze besluiten dat ze in zijn voor een cognackie bij Smalle Lowietje. De caféhouder maakt voor het eerst een grapje over onbetaalde cognac, maar De Cock wil hem niet beledigen door geld aan te bieden. Maar hij zit wel omhoog met een thema waar hij nog maar weinig van weet, het illegaal lozen van gif. Lowie noemt spontaan Chemie IJsselstein. Daar wordt geknoeid bij het leven. Een oude gabber van hem werkt daar als chauffeur, ene Jan Akkerman.
Terugwandelend vertelt Dick Vledder enige wetenswaardigheden over het milieu en hun opsporingsbevoegdheid. De Cock bekent nooit veel verder te zijn gekomen dan het verbod aan hoeren om gebruikte condooms in de gracht te gooien. In het algemeen vindt De Cock dat de overheid te veel wetten maakt en te weinig doet aan de handhavingscapaciteit. Dat wringt nu ook weer bij het vergiftigen van de rivier de Amstel, waar rechercheur De Cock erg emotioneel van wordt. Terug aan het politiebureau krijgen de twee rechercheurs opdracht naar een vermoorde man in een zijstraat van de Prins Hendrikkade te gaan. Ze treffen een man op zijn buik aan. Een dienstdoende agent heeft drie kogelhulzen veilig gesteld. Rechercheur De Cock herkent tot zijn verbijstering Jan Akkerman als het slachtoffer. Politiefotograaf Bram van Wielingen wijst de rechercheurs op een donkere kamer als een fotostudio. Dactyloscopist Ben Kreuger denkt de vingerafdrukken van Jan Akkerman wel in zijn collectie te hebben, na een mededeling van De Cock dat hij een oude gabber van Smalle Lowietje was. Dick Vledder weet inmiddels na een verhoor te melden dat de weduwe verslaafd was aan de eenarmige bandiet.
Dick Vledder meldt de volgende ochtend aan De Cock dat er onbekende doch zeer bruikbare vingerafdrukken zijn gevonden van iemand die duidelijk naar iets zocht in de woning. Zelf heeft hij nog even gekeken of Peter van Lunteren terug was bij Angelique, maar laatstgenoemde is nu zelf vertrokken. Omdat rechercheur Vledder naar de sectie op Westgaarde mee kan rijden met rechercheur Appie Keizer, gaat De Cock met de nieuwe Volkswagen Golf op pad naar Loenen aan de Vecht. Hij neemt de rustieke route langs de Gaasp. Hij dient zich aan bij de villa van directeur Justus van Aardenburg van Chemie IJsselstein. Hij drinkt met hem een glaasje jenever en neemt de twee glaasje stiekem mee. Hij zet schone glaasjes terug op tafel. Bij jenever valt dat nu eenmaal niet zo op. Maar Dick Vledder geeft de twee glaasjes niet af aan de afwezige Ben Kreuger, maar aan het nieuwe hoofd van de dactyloscopische dienst. Laatstgenoemde vroeg om een proces-verbaal van de inbeslagname om een latere vormfout te vermijden. En dat proces-verbaal kan rechercheur De Cock niet produceren. De vierde man van de directie van het chemiebedrijf meldt zich vrijwillig voor een gesprek, Herman Akersloot woonachtig te Vreeland. Hij geeft toe dat het chantageverhaal door directeur Charles was verzonnen. Maar de nitrobenzeen is netjes afgevoerd en verwerkt door AVM Akersloot bv uit Diemen. Hij voert daar zelf de directie samen met Justus van Aardenburg. Bij zijn afscheid vraagt hij rechercheur De Cock om diens aandacht te verleggen naar het personeelsfeestje van Chemie IJsselstein.
De volgende ochtend drinkt rechercheur De Cock op zijn uitdrukkelijk verzoek een kop koffie met Angelique Sondervan in de Rode Leeuw. Hij krijgt te horen dat Jan Akkerman de fotograaf was op het bewuste personeelsfeest. Terug op het bureau dient hij zich volgens Dick Vledder onverwijld te melden bij zijn chef Buitendam. Hoofdinspecteur Raaymaekers eist via Buitendam een proces-verbaal van de inbeslagname van de borrelglaasjes. Maar De Cock is bang voor een onrechtmatig verkregen bewijs; een modegril van de laatste tijd. Hij wil slechts de vingerafdrukken op het borrelglaasje en die van de plaats delict met elkaar vergelijken. Maar Raaymaekers zal niets laten onderzoeken en omdat zijn chef eerstgenoemde steunt vliegt De Cock weer de kamer uit. Terug bij Dick Vledder blijkt die zijn zienswijze volledig te delen en brengt vervolgens zijn collega aan het lachen door te opperen met de andere directieleden ook maar een borrel te gaan drinken. Even later komt Ben Kreuger de borrelglaasjes met restant aluminiumpoeder terugbrengen. Hij waarschuwt De Cock dat hij niets zwart op wit krijgt maar desgevraagd geeft hij toe dat de vingerafdrukken op het borrelglaasje en plaats delict overeenkomen. Dick Vledder staart naar het borrelglaasje en noemt de recherchetoestand krankzinnig. Want als De Cock de glaasjes terug gaat brengen naar Justus van Aardenburg en vertelt van gevonden vingerafdrukken op de plaats delict en Justus pakt een glaasje uit de doos en dan... Dick Vledder zegt dat het allemaal grenst aan waanzin.
Dick Vledder rijdt de politie-Golf langs de toeristische route naar het buiten van Justus van Aardenburg in Loenen aan de Vecht om in ieder geval de glaasjes terug te brengen. Maar de oude tuinman, die De Cock bij zijn eerste bezoek had opgevangen, moet melden dat Justus dood is. De twee rechercheurs vinden hem buiten in het prieel met drie kogels in zijn borst. Er rest niets anders dan deze moordzaak over te dragen aan hun plaatselijke collega's en Dick Vledder rijdt via de A2 versneld terug te rijden naar Amsterdam. De Cock moppert onderweg dat het niet klopt. Wegens de vingerafdrukken wilde hij de moord op Jan Akkerman aan Justus toedelen, maar die is nu zelf op vrijwel identieke wijze omgebracht. De Cock wil nu dringend weten of de deur bij de eerste moord op slot was. Was Justus voor de moordenaar foto's aan het zoeken of na de moordenaar. In het eerste geval ging de moordenaar bij de tweede moord achter de foto's aan. Weduwe Akkerman komt met informatie. De voordeur zat nooit op slot, de foto's gingen altijd naar een afdrukcentrale, ook die van het personeelsfeest. Haar overleden man was wel bezig zelf te gaan ontwikkelen. En directeur Charles had na een week geklaagd over een nieuwe Mercedes en deze bedrijfsauto laten inruilen. Terugkerend naar het politiebureau ruziën de twee rechercheurs over het motief. Dick Vledder zet nog steeds in op de gokverslaving van de weduwe Akkerman, maar De Cock ziet geen enkel verband. Bij de recherchekamer zit dan al een tijdje Peter van Lunteren op hen te wachten. Hij meldt strubbelingen binnen de directie van Chemie IJsselstein. En op het personeelsfeest waren de 4 directeuren dronken en reed Jan Akkerman de Mercedes. Desgevraagd schuift hij de twee moorden in de schoenen van Charles van Abbekerken.
De volgende dag gaat Dick Vledder naar de begrafenis van Jan Akkerman op Westgaarde. De Cock gaat met de nieuwe Volkswagen Golf een ritje maken naar Breukelen, het huisadres van Charles van Abbekerken. Onderweg bij een restaurant in Nederhorst den Berg raakt De Cock in gesprek met een kelner en krijgt te horen dat veertien dagen geleden dronken directieleden van Chemie IJsselstein en hun chauffeur ruzie kregen over de autosleutels van de Mercedes. Een dikke man schreeuwde het hardst maar wie de autosleutels bemachtigde blijft onbekend. Terug in Amsterdam meldt Dick Vledder dat het heel druk was op de begrafenis. De voltallige directie en bijna al het kantoorpersoneel was aanwezig, zodat De Cock Charles nooit gesproken kan hebben. Maar zijn collega peinst inmiddels zijn hersens suf over het personeelsfeestje. Hij vermoedt nu ook een ernstig verkeersongeluk en na enig telefoonverkeer moet Dick Vledder dat bevestigen. Er is op zondagmorgen een verongelukte bromfietsster van 16 jaar in het ondiepe deel van de rivier de Vecht dood aangetroffen. De Rijkspolitie noemt het moord. Bij sectie is er water in haar longen aangetroffen. De Cock weet nu dat de schoften haar levend in het water hebben gedumpt. De twee Amsterdamse rechercheurs filosoferen nog wat over wie er aan het stuur heeft gezeten. Justus van Aardenburg en Jan Akkerman kunnen gereden hebben, maar zijn inmiddels zelf dood. Het is een ellendige zaak!
De Cock besluit toch maar naar de ouders van de verongelukte Annemarie van Grevelingen in Vreeland te rijden. Op het graf van Annemarie laat haar moeder zien dat een onbekende elke dag bloemen legt. Op de terugweg gaan ze langs bij de villa van Justus van Aardenburg in Loenen aan de Vecht. Ze zoeken belangrijke foto's. De Cock verschaft zich toegang met het apparaat van Handige Henkie. Even later kunnen ze Charles van Abbekerken begroeten, die vergaderstukken komt opzoeken. Dick Vledder ontploft bijna en noemt de directeur een moordenaar. Charles bijt hem toe dat hij daar spijt van zal krijgen. Op de terugweg naar Amsterdam lopen de meningsverschillen tussen de twee rechercheurs hoog op. Dick Vledder wil terug en Charles fouilleren op foto's maar De Cock legt omstandig uit dat een dergelijke handelwijze onrechtmatig verkregen bewijs zou opleveren. Terug in Amsterdam stuurt wachtcommandant Jan Kusters beide rechercheurs onmiddellijk door naar een woedende Buitendam. Charles van Abbekerken heeft goede relaties met Mr. Medhuizen en gaat klachten indienen. Het onrechtmatig binnendringen van een landgoed en een onbehoorlijke rechercheur Vledder, wiens optreden overigens terugslaat op De Cock. Laatstgenoemde neemt ter plekke de terminologie van zijn collega over. Charles van Abbekerken is een moordenaar. De volgende ochtend bedankt Dick Vledder De Cock en zegt nu eindelijk te weten hoe de gesprekken tussen Buitendam en De Cock zich gewoonlijk ontrollen. Dick Vledder maakt zich toch zorgen over een mogelijke officiële aanklacht, maar De Cock legt het uit. Bij een officiële aanklacht mogen ze zich omstandig verdedigen en dat zal Charles niet aankunnen. Want dan komt er veel boven tafel, dat in een moordzaak nog onvoldoende is. De Cock besluit dat ze directeur Herman Akersloot moeten gaan waarschuwen. Vlak daarna krijgt Dick Vledder telefonisch te horen dat Charles van Abbekerken is vermoord.
Terwijl Dick Vledder zich op de papierwinkel stort rijdt De Cock opnieuw naar Vreeland. Hij spreekt nogmaals lang met de moeder van Annemarie. Op haar graf betrapt hij per toeval directeur Herman Akersloot. Samen met de rechercheurs Appie Keizer en Fred Prins wordt laatstgenoemde ingeschakeld bij de laatste valstrik. Gehesen in een kogelvrij vest complimenteert Herman de Amsterdamse rechercheur die alles heeft doorzien. Om logistieke redenen heeft De Cock de val gesitueerd aan het Stenenhoofd. Een onbekende man schiet driemaal op Herman Akersloot en valt daarna gewond neer in een vuurgevecht. Het is Philip Achterberg.
Thuis legt De Cock het deze keer wederom uit aan de collega rechercheurs. Fred Prins met zijn arm in een mitella wegens een vleeswond door de schietpartij. Ook Peter van Lunteren en Angelique Sondervan zijn uitgenodigd. De Cock legt de verhoudingen uit bij Chemie IJsselstein. De alleenheerser is Charles van Abbekerken. Maar onder hem de intelligente Justus van Aardenburg, de zachtmoedige Herman Akersloot en de jonge ambitieuze Philip Achterberg. En als laatste het manusje-van-alles, het factotum, Jan Akkerman. Na een personeelsfeest reed Jan Akkerman de directeuren naar huis. Na een stop in het Wapen van Nederhorst ging het fout. Charles eiste het stuur van de bedrijfsauto op. Philip Achterberg bleef in zijn woonplaats achter. Charles schepte een meisje op een bromfiets en dumpte haar in de rivier de Vecht. Jan Akkerman maakte als officiële bestuurder foto's. Als ambitieuze onderdirecteur besefte Philip Achterberg zijn kans. Hij was weliswaar niet bij het ongeluk aanwezig maar via Jan Akkerman zou hij de foto's in handen krijgen. Dan kon hij Charles van Abbekerken opvolgen. Toen Jan Akkerman hem vertelde dat de foto's waren gestolen verloor hij zijn zelfbeheersing en schoot vervolgens drie kogels op hem af. De Cock heeft dit van hemzelf gehoord in het ziekenhuis. Hij heeft een kogel in zijn linkerlong. De dief van de foto's Justus van Aardenburg belde Herman Akersloot. Het antwoord van laatstgenoemde om de foto's in een kluis te bewaren beviel hem niet. Zijn volgende telefoontje naar Philip Achterberg werd zijn dood. Daarna besloot Philip Charles ook maar dood te schieten, hij had toch al twee moorden gepleegd. Een brief van Herman Akersloot lokte hem naar het Stenenhoofd. Herman Akersloot wil nu graag Peter van Lunteren terug in dienst nemen in een toezichthoudende functie. Peter vraagt aan de rechercheur of hij dat bekokstoofd heeft? Als iedereen vertrokken is discussieert mevrouw De Cock nog lang na met haar man over wraak en gerechtigheid. Maar haar echtgenoot weigert in Philip Achterberg een werktuig in Gods hand te zien.